# Janet Boyd

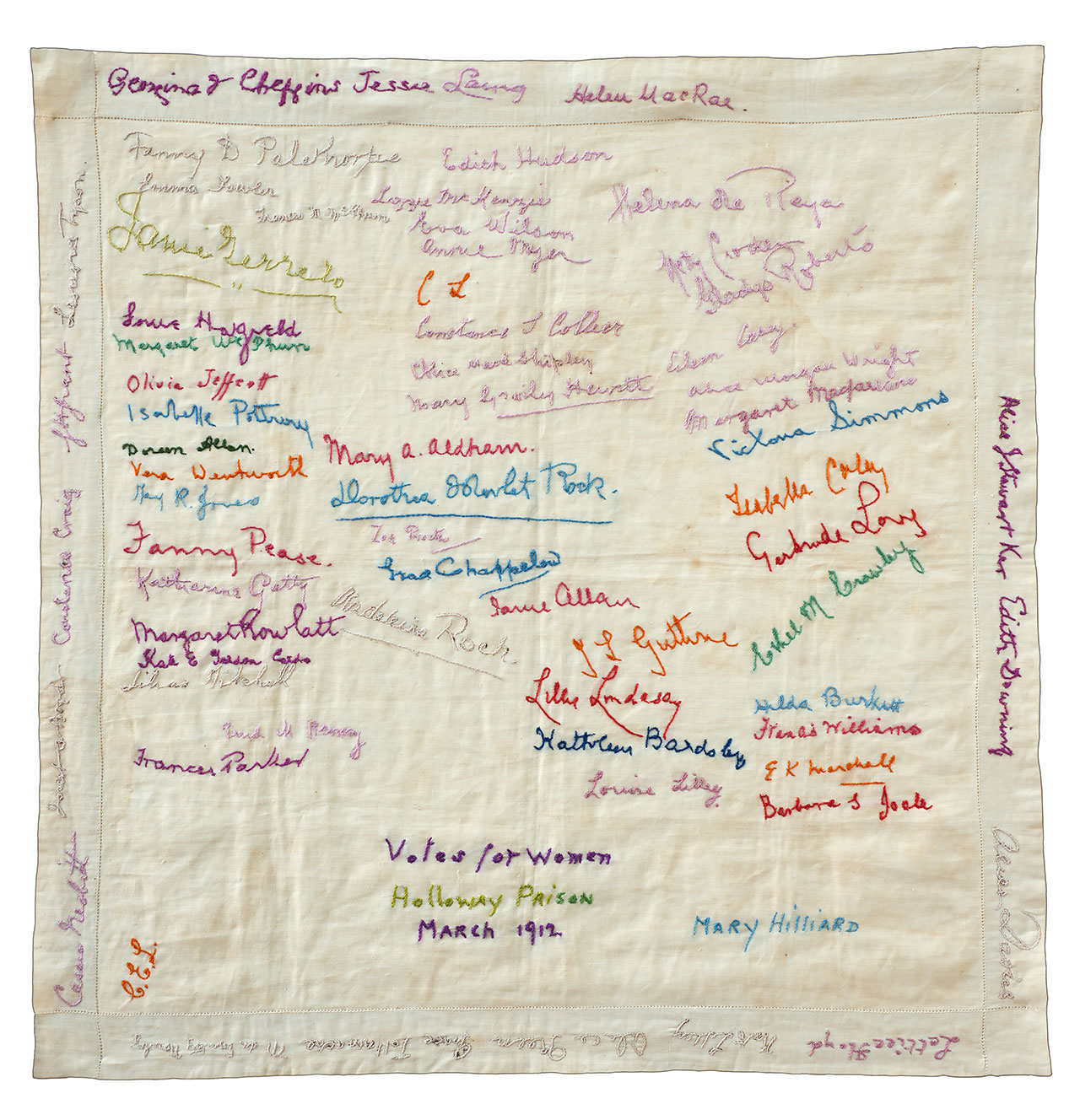
The Suffragette Handkerchief, März 1912, Boyds Name links senkrecht, zweiter von unten

Janet Augusta Boyd, geboren Haig (* 1850 in Marylebone, Middlesex; †  22. September 1928 in Gotherington, Cheltenham) war eine englisch-britische Suffragette.

## Leben
Boyd wurde in eine großbürgerliche Familie geboren und war die Tochter von George Augustus Haig (1820–1906), einem Kaufmann und Landbesitzer aus Pen Ithon, Radnorshire, Wales, und seiner Frau Anne Eliza, geborene Fell (1822–1894). Ihr Vater war schottischer Abstammung und war ein Cousin von Feldmarschall Douglas Haig. Ihre Schwestern und Mitstreiterinnen waren Charlotte Haig und Sybil Thomas, Viscountess Rhondda, während ihre Nichte die Frauenrechtlerin und Suffragette Margaret Mackworth, 2. Viscountess Rhondda war. 1874 heiratete Janet Haig den Anwalt George Fenwick Boyd (1849–1909), dessen Vater der Industrielle Edward Fenwick Boyd war und der ein großes Familienhaus, Moor House in Leamside in der Nähe von Durham.
Das Ehepaar hatte vier Töchter: Sybil Mary Boyd (1875–1954); Annie Boyd (1878–1966); Hester Boyd (1879–1971) und Janet Haig Boyd (1883–1956). Als George Boyd schließlich das Haus erbte, zog die Familie dorthin. Der Tod von George Boyd im Jahr 1909 gab Boyd die Freiheit, sich dem Kampf für das Frauenwahlrecht anzuschließen.
In der Sunderland Daily Echo and Shipping Gazette vom 12. Juni 1911 berichtet, dass Boyd sich geweigert hatte, ihre Steuern in Höhe von 21 Pfund zu zahlen, woraufhin in ihrem Haus eine Auktion stattfinden sollte, um das Geld aufzubringen. Die Auktion geriet aber zu einer Demonstrations: Boyd bot eine spanische Mantilla zum Verkauf an, die von ihrem Gärtner gekauft wurde, der vermutlich von ihr selbst finanziert wurde. Der Auktionator kündigte seine Unterstützung für die Kampagne des Frauenwahlrechts an, und ein Mitglied der Women’s Social and Political Union (WSPU) hielt eine Ansprache an die Menge. Boyd wiederholte den Protest jährlich. Der Durham Advertiser vom 30. Mai 1913 berichtete über „Mrs. Boyds jährlichen Protest für das Frauenwahlrecht“.
Im selben Jahr schloss sich Boyd dem Protest gegen die Volkszählung, so dass ihr Name nicht verzeichnet ist. Die einzigen Personen, die auf dem Meldezettel genannt sind, sind der Gärtner und sein Sohn. Darunter steht geschrieben: „14 Frauen haben hier übernachtet. Da Frauen nicht als Wählerinnen gezählt werden, sollten sie auch nicht bei dieser Volkszählung gezählt werden“.
Im November 1911, nach dem Scheitern der 2. Conciliation Bill, wurden die Aktionen gewalttätiger. 223 Suffragetten wurden wegen des Einschlagens von Fenstern verhaftet, darunter auch Boyd, die am 19. November 1911 verhaftet wurde, weil sie ein Fenster auf The Strand in London eingeschlagen hatte. Bei ihrem Erscheinen vor dem Bow Street Magistrates' Court am 22. November 1911 erklärte sie: „Ich halte mich für nichtschuldig, weil ich es für einen guten Zweck getan habe.“ Sie wurde zu einer Geldstrafe von 10 Schilling, drei Schilling für die Beschädigung und zu sieben Tagen Gefängnis verurteilt.

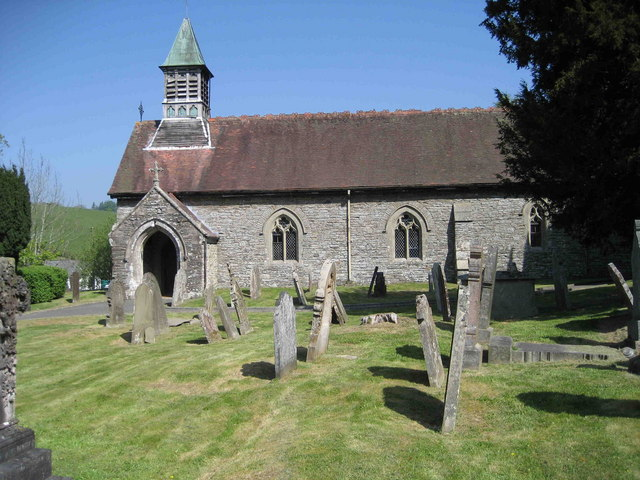
Boyd wurde auf dem Kirchhof von St Padarn in Llanbadarn Fynydd in Powys

Boyds zweite Verhaftung erfolgte im März 1912. Bei ihrer ersten Anhörung am 2. März 1912 wurde sie zusammen mit ihrer Cousine Florence Haig vor Gericht gestellt, weil sie bei D. H. Evans in der Oxford Street jeweils zwei Fenster im Wert von 66 Pfund eingeschlagen hatten. Beim anschließenden Prozess vor den London Sessions am 19. März 1912 wurde Boyd zu sechs Monaten Haft im Holloway Prison verurteilt, wo sie in den Hungerstreik trat, aber nicht zwangsernährt wurde. Ende Juni 1912 wurde sie entlassen. Sie wurde von der WSPU-Führung mit der Hungerstreik-Medaille ausgezeichnet. Boyd war eine von 68 Frauen, die ihre Unterschrift oder Initialen auf das von den Gefangenen in Holloway im März 1912 bestickte sogenannte „Suffragetten-Taschentuch“ setzten.
Boyd ist in der sogenannten Roll of Honour of Suffragette Prisoners der Suffragette Fellowship aufgeführt.
Boyd verbrachte ihre letzten Jahre im Haus der Familie in Moor House bei Durham. Sie starb am 22. September 1928 in Prescott House in Gotherington bei Cheltenham und wurde auf dem St. Padarn's Churchyard, Llanbadarn Fynydd in Llandrindod Wells in Powys begraben.